# De föräldralösa Duplessisbarnen

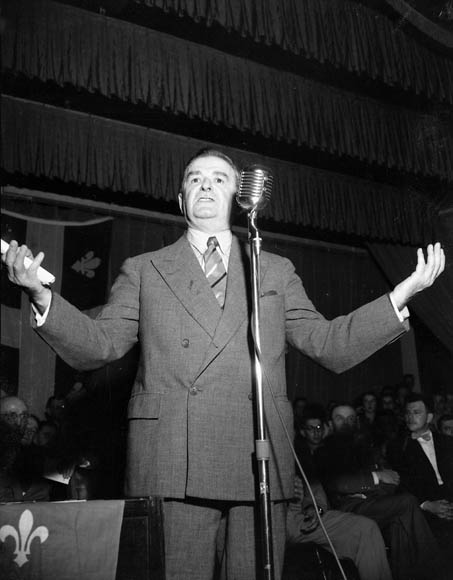
Maurice Duplessis, 1952.

De föräldralösa Duplessisbarnen (franska: les Orphelins de Duplessis) avser de 20 000 kanadensiska barn vilka felaktigt blev inlagda på mentalsjukhus som "psykiskt sjuka" av provinsregeringen i Quebec och befann sig på psykiatriska institutioner under 1940- och 1950-talen Barnen blev avsiktligt felbedömda för att det skulle vara möjligt för regeringen att erhålla ytterligare monetära subventioner från den federala regeringen. Barnen blev uppkallade efter Maurice Duplessis, som tjänstgjorde som premiärminister i Quebec under fem icke-sammanhängande perioder mellan 1936 och 1959. Kontroverserna i samband med Duplessis, och i synnerhet korruptionen och vanvården av de föräldralösa Duplessisbarnen, har lett till att hans mandatperiod som premiärminister har kallats La Grande Noirceur ("Det stora mörkret") av kritiker.